# Sentinela do Sul
Sentinela do Sul es un municipio brasileño del estado de Río Grande del Sur. Se localiza a una latitud 30º36'41" Sur y a una longitud 51º34'44" Oeste, estando a una altitud de 600 metros.

## Población
Su población estimada en 2004 era de 5.037 habitantes.

## Situación
Posee un área de 282,56 km². Es un municipio que forma parte de la cuenca hidrográfica del río Camacuã.